# 쿠나크사 전투
쿠나크사 전투는 기원전 401년 소(小)키루스와 그의 형이자 페르시아의 왕위를 물려받아 기원전 404년 아르타크세르크세스 2세로 즉위한 아르사세스(Arsaces)간에 벌어진 전투이다. 키루스 반란의 결정적인 전투는 바빌론에서 70km 북쪽으로 떨어지고 유프라테스강의 좌측 강변에 위치한 쿠나크사에서 벌어졌다. 이 전투에 관한 주된 기록의 출처는 그리스인 현장 증인이자 군인인 크세노폰의 저작이다.

## 준비
키루스는 스파르타인 장군 클레아르코스(Clearchus)휘하의 10,400명의 호플리테스(Hoplite;그리스의 중장보병)와 2,500명의 페르타시스(Peltast;그리스의 경장보병)로 이루어진 그리스 용병대를 모집하여 쿠낙사에서 아르타크세르크세스와 대치했다. 그는 또 그의 부사령관 아리아에우스(Ariaeus) 휘하에 많은 숫자의 아시아 부대를 편성하였다. 크세노폰은 자루가 긴 낫을 지닌 전차를 포함한 120만이라는 불가능한 숫자를 페르시아 군의 숫자로 설정하였다. 그러나 근대의 어떤 사람들도 이러한 규모가 가능하다고 생각하지 않으며, 오직 교육받은 상태에서 어림짐작하는 것만이 우리의 지식의 간극을 채우는 유일한 방법이 될 것이다. 아무튼 아르타크세르크세스는 확실히 그의 기병대의 우월함이 가져우는 우위를 누리고 있었다.

## 전투
그리스인들은 키루스의 우익에 배치되어 수적으로 불리했으나, 아르타크세르크세스의 좌익에 대해 돌격하였고, 그들은 그리스군이 화살 사정거리에 도달하기 전까지 도망쳤다.(아니면 계획된 유인작전을 수행한 것일 수도 있다.) 그러나 아르타크세르크세스와 키루스 사이에 벌어진 페르시아군 우익에서의 싸움은 어렵고 더 까다롭게 시간을 끄는 싸움이 되고 있었다. 키루스는 그의 형의 경호부대에 직접 돌격을 감행했다가 투창에 맞아 사망하였고, 이는 그의 부대를 퇴각으로 몰아넣었다. 오직 키루스가 죽었다는 소식을 듣지 못하고, 그 자리를 지킨 중무장한 그리스 용병대만이 견고하게 견디고 있을 뿐이었다. 클레아르코스는 많은 수의 아르타크세르크세스군 우익과 싸우면서 진군하였고, 그들을 물러나게 하였다. 그러는 동안 아르타크세르크세스의 군대는 그리스군 진영을 점령하고 그들의 식량 보급을 차단하였다.

## 영향
그리스의 군인이자 작가 크세노폰에 따르면, 그리스의 중무장 부대가 그들의 적들을 두번이나 궤주시켰다고 한다. 이 와중에 오직 한명의 그리스인이 부상당했다고 한다. 바로 전투가 끝난 후에애 그리스군은 키루스가 죽었다는 것을 알게 되고 그들의 승리가 무의미해 졌으며, 원정은 실패했다는 것을 알게 되었다. 그들은 식량도, 고용자도, 믿을 만한 친구도 없이 광대한 제국의 중심부에 버려졌다. 그들은 페르시아의 동맹자 아리아에우스(Ariaeus)를 왕으로 만들어주겠다고 제안하였으나, 그는 자신이 고귀한 혈통이 아니기 때문에 페르시아 인들로부터 성공을 위한 충분한 지지를 받지 못하는 것을 근거로 그리스인들의 제안을 거절하였다. 그리스 용병단은 페르시아의 태수인 티사페르네스에게 자신들을 고용할 것을 제안했으나, 그는 그들을 거절하였고, 그리스 용병대 역시 그에게 항복하는 것을 거절하였다. 티사페르네스는 커다란 문제를 남겨 놓았다. 그것은 바로 처음의 돌격으로 패하지 않은 많은 중무장 군대를 남겨놓은 것이다. 그는 그리스 인들에게 식량을 지원하였고, 어느 정도 기다린 후에 그리스 용병대를 그들의 고향이 있는 북쪽으로 이끌었다. 그러는 동안 티사페르네스는 아리아에우스와 그의 우익 경무장 부대를 그들 나름의 이유로 그리스 용병대와 떼어놓았다.
그리스의 사령관들은 어리석게도 축연을 위한 티사페르네스의 초대를 수락하였다. 그들은 포로가 되어 왕에게 보내졌고, 그곳에서 목이 베어졌다. 그리스인들은 새로운 사령관들을 뽑고 쿠르디스탄과 아르메니아를 통해 흑해를 향해 진군하기 시작했다. 그들, 1만인의 행군의 최종적인 승리는 크세노폰의 저작 《아나바시스》에 기록되어 있다. 이 이야기는 그리스 세계에 페르시아가 나약하다는 생각을 빠르게 알렸으며, 결과적으로 알렉산드로스 대왕의 페르시아 정복에 부분적으로 영감을 주었을 것이다.

## 참조문헌
크세노폰의 저작 아나바시스의 전문(全文)을 온라인으로 볼 수 있는 곳:
- Freely downloadable, at Project Gutenberg
- Directly readable, at The University of Adelaide Library, Australia

## 더 읽어보기
- Xenophon, The Persian Expedition, trans. by Rex Warner, Penguin, 1949.
- Montagu, John D. Battles of the Greek and Roman Worlds, Greenhill Books, 2000.
- Prevas, John. Xenophon's March: Into the Lair of the Persian Lion, Da Capo, 2002.
- Waterfield, Robin. Xenophon's Retreat: Greece, Persia, and the End of the Golden Age, Belknap Press, 2006.